# 卡罗琳·韦莱特
卡罗琳·韦莱特（法語：Caroline Ouellette，1979年5月25日—），加拿大女子冰球运动员。她曾代表加拿大国家队参加2002年、2006年、2010年和2014年冬季奥林匹克运动会冰球比赛，获得四枚金牌。